# Prva Liga 2019
La Prva Liga 2019 è la 15ª edizione del campionato di football americano di primo livello, organizzato dalla SAAF.

## Squadre partecipanti
| Club                   | Città      | Stadio | Sponsor ufficiale | Risultato nella stagione 2018 |
| ---------------------- | ---------- | ------ | ----------------- | ----------------------------- |
| Belgrade Blue Dragons  | Belgrado   |        |                   |                               |
| Beograd Vukovi         | Belgrado   |        |                   |                               |
| Inđija Indians         | Inđija     |        |                   |                               |
| Jagodina Black Hornets | Jagodina   |        |                   |                               |
| Kragujevac Wild Boars  | Kragujevac |        |                   |                               |
| Novi Sad Wild Dogs     | Novi Sad   |        |                   |                               |

## Stagione regolare

### Calendario

#### 1ª giornata
| 30 marzo 2019 | Belgrade Blue Dragons | 15 – 29 (0-13 7-0 0-7 8-9) referto | Novi Sad Wild Dogs |  |

| 30 marzo 2019 | Kragujevac Wild Boars | 49 – 22 (21-8 28-6 0-0 0-8) referto | Jagodina Black Hornets | (300 spett.) |

| 31 marzo 2019 | Beograd Vukovi | 41 – 0 (14-0 21-0 6-0 0-0) referto | Inđija Indians |  |

#### 2ª giornata
| 6 aprile 2019 | Jagodina Black Hornets | 35 – 0 (a tavolino) | Inđija Indians |  |

| Novi Sad 7 aprile 2019, ore 13:00 | Novi Sad Wild Dogs | 2 – 44 (2-14 0-23 0-7 0-0) referto | Beograd Vukovi | Teren FK Sokeks |

| Jajinci 7 aprile 2019, ore 15:00 | Belgrade Blue Dragons | 18 – 63 (12-28 0-21 6-7 0-7) referto | Kragujevac Wild Boars | FK Heroj |

#### 3ª giornata
| Kragujevac 21 aprile 2019, ore 12:00 | Kragujevac Wild Boars | 48 – 20 (13-8 21-0 7-6 7-6) referto | Beograd Vukovi | Čika Dača (400 spett.) |

| Inđija 21 aprile 2019, ore 16:00 | Inđija Indians | 6 – 19 (0-0 6-6 0-7 0-6) referto | Belgrade Blue Dragons | OŠ "Jovan Popović" - Bronx Field |

| Ribare 21 aprile 2019, ore 16:00 | Jagodina Black Hornets | 6 – 27 (0-0 6-6 0-8 0-13) referto | Novi Sad Wild Dogs |  |

#### 4ª giornata
| 4-5 maggio 2019 | Kragujevac Wild Boars | 35 – 0 (a tavolino) | Inđija Indians |  |

| Ribare 4 maggio 2019, ore 16:00 | Jagodina Black Hornets | 54 – 60 (d.t.s.) (0-20 12-20 12-0 30-14 0-6) referto | Belgrade Blue Dragons | FK Morava |
| Janićijević Q2 ( TD ) 1yd pass from Pope Srećković Q2 ( TD ) 35yd pass from Pope Pavlović Q3 ( TD ) 5yd pass from Pope Srećković Q3 ( TD ) 90yd pass from Pope Srećković Q4 ( TD ) 25yd pass from Pope Srećković Q4 ( TD ) 65yd pass from Pope Pavlović Q4 ( tpc ) Pavlović Q4 ( TD ) 75yd pass from Pope Srećković Q4 ( tpc ) Janićijević Q4 ( TD ) 25yd pass from Pope Milenković Q4 ( tpc ) Marcatori Pleva Q1 ( TD ) 12yd run Jović Q1 ( pat ) Ćurčić Q1 ( TD ) 75yd pass from Bowen Jović Q1 ( pat ) Pleva Q1 ( TD ) 1yd run Kostić Q2 ( TD ) 8yd run Jović Q2 ( pat ) Stanić Q2 ( TD ) 15yd pass from Bowen Jović Q2 ( pat ) Stojanović Q2 ( TD ) 3yd pass from Bowen Pleva Q4 ( TD ) 8yd run Jović Q4 ( pat ) Stanić Q4 ( TD ) 5yd pass from Bowen Jović Q4 ( pat ) Avdijenko OT1 ( TD ) 15yd pass from Bowen |                        | |                       |           |
| |                        | |                       |           |
| Janićijević Q2 (TD) 1yd pass from Pope Srećković Q2 (TD) 35yd pass from Pope Pavlović Q3 (TD) 5yd pass from Pope Srećković Q3 (TD) 90yd pass from Pope Srećković Q4 (TD) 25yd pass from Pope Srećković Q4 (TD) 65yd pass from Pope Pavlović Q4 (tpc) Pavlović Q4 (TD) 75yd pass from Pope Srećković Q4 (tpc) Janićijević Q4 (TD) 25yd pass from Pope Milenković Q4 (tpc) | Marcatori              | Pleva Q1 (TD) 12yd run Jović Q1 (pat) Ćurčić Q1 (TD) 75yd pass from Bowen Jović Q1 (pat) Pleva Q1 (TD) 1yd run Kostić Q2 (TD) 8yd run Jović Q2 (pat) Stanić Q2 (TD) 15yd pass from Bowen Jović Q2 (pat) Stojanović Q2 (TD) 3yd pass from Bowen Pleva Q4 (TD) 8yd run Jović Q4 (pat) Stanić Q4 (TD) 5yd pass from Bowen Jović Q4 (pat) Avdijenko OT1 (TD) 15yd pass from Bowen |                       |           |

| Belgrado 5 maggio 2019, ore 13:30 | Beograd Vukovi | 49 – 13 (21-0 14-0 7-0 7-13) referto                                                           | Novi Sad Wild Dogs | Stadion BASK |
| Ferguson Q1 ( TD ) 10yd run Stegnjaja Q1 ( pat ) Ferguson Q1 ( TD ) 20yd run Stegnjaja Q1 ( pat ) Plante Q1 ( TD ) 8yd run Stegnjaja Q1 ( pat ) Ferguson Q2 ( TD ) 12yd run Stegnjaja Q2 ( pat ) Ferguson Q2 ( TD ) 35yd run Stegnjaja Q2 ( pat ) Simović Q3 ( TD ) 27yd pass from Plante Stegnjaja Q3 ( pat ) Mlađen Q4 ( TD ) 50yd run Stegnjaja Q4 ( pat ) Marcatori Todorov Q4 ( TD ) 20yd pass from Marojević Vasilić Q4 ( pat ) Mitrović Q4 ( TD ) pass from Marojević |                |                                                                                                |                    |              |
| |                |                                                                                                |                    |              |
| Ferguson Q1 (TD) 10yd run Stegnjaja Q1 (pat) Ferguson Q1 (TD) 20yd run Stegnjaja Q1 (pat) Plante Q1 (TD) 8yd run Stegnjaja Q1 (pat) Ferguson Q2 (TD) 12yd run Stegnjaja Q2 (pat) Ferguson Q2 (TD) 35yd run Stegnjaja Q2 (pat) Simović Q3 (TD) 27yd pass from Plante Stegnjaja Q3 (pat) Mlađen Q4 (TD) 50yd run Stegnjaja Q4 (pat) | Marcatori      | Todorov Q4 (TD) 20yd pass from Marojević Vasilić Q4 (pat) Mitrović Q4 (TD) pass from Marojević |                    |              |

#### 5ª giornata
| Belgrado 18 maggio 2019, ore 13:00 | Beograd Vukovi | 49 – 26 (14-6 7-6 7-8 21-6) referto | Belgrade Blue Dragons | Stadion BASK |

| Ribare 19 maggio 2019, ore 16:00 | Jagodina Black Hornets | 18 – 48 (6-28 6-13 0-0 6-7) referto | Kragujevac Wild Boars | FK Morava |

| Novi Sad 19 maggio 2019, ore 16:30                                                                                | Novi Sad Wild Dogs | 15 – 0 (0-0 7-0 0-0 8-0) referto | Inđija Indians | SC Sajmište |
| Mitrović Q2 ( TD ) 20yd pass da Vujnović Vasilić Q2 ( pat ) Vujnović Q4 ( TD ) 2yd run Soldo Q4 ( tpc ) Marcatori |                    |                                  |                |             |
| |                    |                                  |                |             |
| Mitrović Q2 (TD) 20yd pass da Vujnović Vasilić Q2 (pat) Vujnović Q4 (TD) 2yd run Soldo Q4 (tpc)                   | Marcatori          |                                  |                |             |

#### 6ª giornata
| 2 giugno 2019 | Inđija Indians | 0 – 35 (a tavolino) | Beograd Vukovi |  |

| Belgrado 2 giugno 2019, ore 16:00 | Belgrade Blue Dragons | 34 – 21 (7-0 6-7 6-0 15-14) referto | Jagodina Black Hornets | Stadion BASK |

| Novi Sad 2 giugno 2019, ore 17:00 | Novi Sad Wild Dogs | 0 – 41 (0-14 0-7 0-7 0-13) referto | Kragujevac Wild Boars | SC Sajmište |

#### 7ª giornata
| Kragujevac 16 giugno 2019, ore 17:00 | Kragujevac Wild Boars | 69 – 0 (21-0 16-0 21-0 21-0) referto | Belgrade Blue Dragons | Čika Dača |

| Belgrado 16 giugno 2019, ore 17:00 | Beograd Vukovi | 57 – 6 (15-0 21-0 7-0 21-6) referto | Jagodina Black Hornets | Stadion BASK |

| 15-16 giugno 2019 | Inđija Indians | 0 – 35 (a tavolino) | Novi Sad Wild Dogs |  |

### Classifiche
Le classifiche della regular season sono le seguenti:
- PCT = percentuale di vittorie, G = partite giocate, V = partite vinte,  P = partite perse, PF = punti fatti, PS = punti subiti

#### Girone A
| Pos. | Squadra                | PCT   | G | V | N | P | PF  | PS  |
| ---- | ---------------------- | ----- | - | - | - | - | --- | --- |
| 1    | Kragujevac Wild Boars  | 1.000 | 7 | 7 | 0 | 0 | 353 | 78  |
| 2    | Belgrade Blue Dragons  | .429  | 7 | 3 | 0 | 4 | 172 | 291 |
| 3    | Jagodina Black Hornets | .143  | 7 | 1 | 0 | 6 | 162 | 275 |

#### Girone B
| Pos. | Squadra            | PCT  | G | V | N | P | PF  | PS  |
| ---- | ------------------ | ---- | - | - | - | - | --- | --- |
| 1    | Beograd Vukovi     | .857 | 7 | 6 | 0 | 1 | 295 | 95  |
| 2    | Novi Sad Wild Dogs | .571 | 7 | 4 | 0 | 3 | 121 | 155 |
| 3    | Inđija Indians     | .000 | 7 | 0 | 0 | 7 | 19  | 202 |

## Playoff e playout
Si qualificano ai playoff le prime 2 classificate di ogni girone.

### Tabellone
|  | Semifinali | Semifinali            | Semifinali |                |    | XV Serbian Bowl       | XV Serbian Bowl | XV Serbian Bowl |  |
|  |            |                       |            |                |    |                       |                 |                 |  |
|  | 1A         | Kragujevac Wild Boars | 35         |                |    |                       |                 |                 |  |
|  | 1A         | Kragujevac Wild Boars | 35         |                |    |                       |                 |                 |  |
|  | 2B         | Novi Sad Wild Dogs    | 12         |                |    |                       |                 |                 |  |
|  | 2B         | Novi Sad Wild Dogs    | 12         |                | 1A | Kragujevac Wild Boars | 60              |                 |  |
|  |            |                       |            |                | 1A | Kragujevac Wild Boars | 60              |                 |  |
|  |            |                       | 1B         | Beograd Vukovi | 55 |                       |                 |                 |  |
|  | 1B         | Beograd Vukovi        | 1B         | Beograd Vukovi | 55 | 44                    |                 |                 |  |
|  | 1B         | Beograd Vukovi        |            |                |    |                       |                 |                 |  |
|  | 2A         | Belgrade Blue Dragons | 21         |                |    |                       |                 |                 |  |

### Semifinali
| Belgrado 23 giugno 2019, ore 17:00 | Beograd Vukovi | 44 – 21 (7-7 16-0 21-8 0-6) referto | Belgrade Blue Dragons | Stadion BASK |

| Kragujevac 23 giugno 2019, ore 17:30 | Kragujevac Wild Boars | 35 – 12 referto | Novi Sad Wild Dogs | Čika Dača |

### XV Serbian Bowl
| Kragujevac 7 luglio 2019, ore 17:00 | Kragujevac Wild Boars | 60 – 55 (19-13 21-14 6-0 14-28) referto | Beograd Vukovi | Čika Dača |

## Verdetti
- Kragujevac Wild Boars Campioni della Serbia 2019
- Inđija Indians retrocessi in Druga Liga
- Banat Bulls promossi dalla Druga Liga

## Marcatori
| Giocatore    | Sq.                    | TD rush | TD recv | TD int | TD p.ret | TD k.ret | TD oth | Xp1   | Xp2 | FG  | Saf | Totale |
| ------------ | ---------------------- | ------- | ------- | ------ | -------- | -------- | ------ | ----- | --- | --- | --- | ------ |
| Lasane       | Kragujevac Wild Boars  | 12+6    | 1+0     | 0+0    | 0+0      | 1+0      | 0+0    | 0+0   | 0+0 | 0+0 | 0+0 | 120    |
| Bergeron     | Beograd Vukovi         | 11+2    | 0+0     | 0+0    | 0+0      | 0+0      | 0+0    | 0+0   | 1+1 | 0+0 | 0+0 | 82     |
| Ferguson     | Beograd Vukovi         | 7+5     | 1+0     | 0+0    | 0+0      | 0+0      | 0+0    | 0+0   | 0+1 | 0+0 | 0+0 | 80     |
| Goić         | Kragujevac Wild Boars  | 0+0     | 1+2     | 0+0    | 0+0      | 0+0      | 0+0    | 35+11 | 2+0 | 0+0 | 0+0 | 68     |
| Pleva        | Belgrade Blue Dragons  | 8+1     | 0+0     | 0+0    | 0+0      | 0+0      | 0+0    | 0+0   | 1+0 | 0+0 | 0+0 | 56     |
| Stanić       | Belgrade Blue Dragons  | 0+0     | 8+1     | 0+0    | 0+0      | 0+0      | 0+0    | 0+0   | 0+0 | 0+0 | 0+0 | 54     |
| Pavlović     | Jagodina Black Hornets | 0       | 7       | 0      | 0        | 0        | 0      | 0     | 3   | 0   | 0   | 48     |
| 2 giocatori  | 42                     |         |         |        |          |          |        |       |     |     |     |        |
| Stegnjaja    | Beograd Vukovi         | 0+0     | 0+0     | 0+0    | 0+0      | 0+0      | 0+0    | 28+11 | 0+0 | 0+0 | 0+0 | 39     |
| Srećković    | Jagodina Black Hornets | 0       | 5       | 0      | 0        | 0        | 0      | 0     | 1   | 0   | 0   | 32     |
| 3 giocatori  | 30                     |         |         |        |          |          |        |       |     |     |     |        |
| Vujnović     | Novi Sad Wild Dogs     | 3       | 1       | 0      | 0        | 0        | 0      | 0     | 1   | 0   | 0   | 26     |
| 4 giocatori  | 24                     |         |         |        |          |          |        |       |     |     |     |        |
| O. Mitrović  | Belgrade Blue Dragons  | 0+0     | 3+0     | 0+0    | 0+0      | 0+0      | 0+0    | 0+0   | 1+1 | 0+0 | 0+0 | 22     |
| Kolibar      | Beograd Vukovi         | 0+0     | 2+1     | 0+0    | 0+0      | 0+0      | 0+0    | 0+0   | 1+0 | 0+0 | 0+0 | 20     |
| 2 giocatori  | 18                     |         |         |        |          |          |        |       |     |     |     |        |
| 2 giocatori  | 14                     |         |         |        |          |          |        |       |     |     |     |        |
| 6 giocatori  | 12                     |         |         |        |          |          |        |       |     |     |     |        |
| Jović        | Belgrade Blue Dragons  | 0       | 0       | 0      | 0        | 0        | 0      | 10    | 0   | 0   | 0   | 10     |
| Stevanović   | Kragujevac Wild Boars  | 0       | 0       | 0      | 0        | 0        | 1      | 0     | 1   | 0   | 0   | 8      |
| 2 giocatori  | 7                      |         |         |        |          |          |        |       |     |     |     |        |
| 17 giocatori | 6                      |         |         |        |          |          |        |       |     |     |     |        |
| Milenković   | Kragujevac Wild Boars  | 0       | 0       | 0      | 0        | 0        | 0      | 1     | 1   | 0   | 0   | 3      |
| 3 giocatori  | 2                      |         |         |        |          |          |        |       |     |     |     |        |
| Radovanović  | Belgrade Blue Dragons  | 0+0     | 0+0     | 0+0    | 0+0      | 0+0      | 0+0    | 0+1   | 0+0 | 0+0 | 0+0 | 1      |

- Miglior marcatore della stagione regolare: Lasane ( Kragujevac Wild Boars), 84
- Miglior marcatore dei playoff: Lasane ( Kragujevac Wild Boars), 36
- Miglior marcatore della stagione: Lasane ( Kragujevac Wild Boars), 120